# Sæler, hvaler og solskin
Sæler, hvaler og solskin er tv·2's fjerde livealbum, som blev udgivet den 17. november 2014 i Grønland og i meget begrænset oplag i Danmark via tv·2's egen internetbutik. Sæler, hvaler og solskin blev optaget under en koncert på Hotel Hans Egede i Nuuk i august 2013.
Albummet indeholder de to numre "Lucky You" og "Sæler, hvaler og solskin", som ikke tidligere er udgivet. Numrene "Godnat, Nuuk" og "Hundene over Ilulissat" er tidligere udgivet under titlerne "Godnat, du" og "Hundene over Jakobshavn".

## Spor
Alt tekst og musik er skrevet af Steffen Brandt.
| #   | Titel                         | Gæster                                  | Længde |
| --- | ----------------------------- | --------------------------------------- | ------ |
| 1.  | "Fri som fuglen"              |                                         | 3:32   |
| 2.  | "Jeg vil ha' dig"             |                                         | 5:30   |
| 3.  | "Evelyn"                      |                                         | 3:52   |
| 4.  | "Rigtige mænd"                |                                         | 5:03   |
| 5.  | "Lucky You"                   | Nukaka Coster-Waldau                    | 5:18   |
| 6.  | "Godnat Nuuk"                 | Nukaka Coster-Waldau                    | 2:53   |
| 7.  | "Tikkilluaritsi"              |                                         | 3:37   |
| 8.  | "Randers Station"             | Frederik og Christian K. Elsner         | 4:28   |
| 9.  | "Lanternen"                   |                                         | 3:35   |
| 10. | "Fald min engel"              | Nina Kreutzmann og Malik Hegelund Olsen | 4:43   |
| 11. | "Hundene over Ilulissat"      | Nina Kreutzmann                         | 3:42   |
| 12. | "Hele verden fra forstanden"  |                                         | 3:25   |
| 13. | "Popmusikerens vise"          | Maasi                                   | 5:31   |
| 14. | "Be bab a lu la"              |                                         | 5:08   |
| 15. | "Læg mig nu ned"              |                                         | 3:00   |
| 16. | "De første kærester på månen" |                                         | 3:46   |
| 17. | "Bag duggede ruder"           |                                         | 5:19   |
| 18. | "Sæler, hvaler og solskin"    | Peter Hammeken                          | 3:23   |

## Medvirkende
| - Henrik Nilsson - mix - Jørgen Bo Behrensdorff (Park Film Mastering) - mastering - Jo Dam Kærgaard - Cover - Toke Brødsgaaard, Bo Andersen m.fl. - fotos - Poul Stenstrup - live lys og lyd - Henrik Hambro - live lys og lyd - Anders Nørgaard - live lys og lyd - Bo Risvig - live lys og lyd - Finn Hansen - live lys og lyd | - Sven Gaul – trommer - Hans Erik Lerchenfeld – guitar - Georg Olesen – bas - Steffen Brandt – vokal, keyboards og akustisk guitar - Peter Dencker - kor og keyboards |